# Maalbeek (Molenbeek)
De Maalbeek (vroeger Malebeek, soms ook Molenbeek) is een beek in de Brusselse gemeente Sint-Jans-Molenbeek. De beek ontspringt in het Scheutbos en stroomde ten zuiden van het Molenbeekse gehucht Ossegem, via het huidige metrostation Beekkant naar het oude centrum van Sint-Jans-Molenbeek, alvorens in de Zenne uit te monden. De Maalbeek gaf haar naam aan de gemeente Sint-Jans-Molenbeek. Vandaag volgen de Edmond Machtenslaan en de Zwarte Vijversstraat grotendeels het tracé van de beek. De naam Zwarte Vijvers verwijst naar vijvers van de Maalbeek die net ten westen van de Gentsesteenweg (en het huidige metrostation Zwarte Vijvers) lagen. Ook verder stroomopwaarts toont de Ferrariskaart verschillende vijvers langs de Maalbeek.
Naast deze Maalbeek bestaat er ook een grotere Maalbeek in Brussel. Dit is een veel grotere beek (of zelfs kleine rivier) op de rechteroever van de Zenne, die in het oosten van het Brussels Hoofdstedelijk Gewest een diepe vallei uitsleet (zie ook Gray-Kroonbrug). Ook dient de Maalbeek in Sint-Jans-Molenbeek niet verward te worden met de Molenbeek-Pontbeek, een grotere beek op de linkeroever van de Zenne die van Dilbeek via Berchem en Jette naar Laken stroomt.